# Злата Коцић
Злата Коцић (Жељево код Сврљига, 1950) српска је песникиња, есејиста и преводилац.

## Биографија
Осмогодишњу школу завршила у Сврљигу, гимназију у Књажевцу и дипломирала на одсеку за руски језик и књижевност филолошког факултета Универзитета у Београду.
У Русији, у Москви на универзитету Ломоносов и институту Пушкин и у Ростову Великом на институту „К. Д. Ушински“, завршила неколико високих курсева језика и књижевности (1974, 1978, 1981, 1983. године). Радила је као професор у Другој београдској гимназији од 1975. до 1985. године, где је предавала руски језик, и теорију и праксу превођења. Од 1985. до почетка 2006. године радила у Нолиту, најпре као лектор-редактор потом као уредник. У Београду живи од 1969. године.
У периодици и књигама, од 1971. године до данас, објављује поезију, поетску прозу, драмске поетске текстове, студије о домаћој и иностраној поезији и прози, преводи с руског и на руски језик и приређене изборе поетских текстова. Као песник и преводилац заступљена у домаћим и страним зборницима и антологијама. Песме су јој превођене на руски, енглески, француски, бугарски, кинески, јерменски, немачки, румунски језик.
Слободни уметник од 2006. године. Члан је Српског књижевног друштва.

## Награде и признања
- Награда „Драинац”, за књигу песама Ребро, 1994.
- Награда „Гордана Тодоровић”, за циклус песама, 1999.
- Награда „Др Јован Максимовић”, за превод књиге прича Тавни дрвореди Ивана Буњина, 1999.
- Змајева награда, за књигу песама Лазареве лестве, 2002.
- Награда „Жичка хрисовуља”, 2006.[2]
- Нолитова награда, за превод (?)
- Награда ФЕДОР, за поетско-драмски текст
- Награда „Заплањски Орфеј”, за песму „Сусрети на води”, 2007.
- Награда „Јефимијин вез”, за књигу песама Мелод на води, 2009.
- Награда „Златни крст кнеза Лазара”, 2017.
- Дисова награда, 2017.
- Награда „Милица Стојадиновић Српкиња”, за књигу песама Галгал, 2020.
- Награда „Одзиви Филипу Вишњићу”, 2021.[3]
- Награда „Бранко Ћопић”, за књигу песама Галгал, 2021.[4]
- Дучићева награда, 2022.[5]
- Награда „Рачанска повеља”, 2022.[6]
- Награда „Десанка Максимовић”, 2023.[7]

## Дела

### Песничке књиге
- Клопка за сенку – Просвета, Београд, 1982.
- Оро око гротла – Књижевне новине, Београд, 1990.
- Ребро – Нолит, Београд, 1993.
- Гнездо и купола – Српска књижевна задруга, Београд, 1995.
- Ваздушне фреске – Народна књига, Београд, 1999.
- Лазареве лестве – Гутенбергова галаксија, Београд, 2003.[8]
- Мелод на води - Завод за уџбенике, 2008.
- Лазареве лестве - друго издање - Источник, 2010, с поговором Драгана Стојановића „Лазарет и лазур“, од 119 до 166 стр.)
- Бело пуле - Повеља, Краљево, 2014.
- Биберче - Трећи трг, 2014.
- (ПЕШАК НА ПУЧИНИ), српско-француско издање, избор, Трећи трг, 2014.
- Сиринова скала/Скала Сирина, српско-руско издање, избор, Меридијани, Смедерево, 2014.

### Књига поетске прозе
- Полог - Просвета, Београд, 1999.

### Поетско-драмска дела
- Проклетије – документарна драма - коауторство са Иваном Растегорцем и Војиславом Донићем, Радио Београд, 1993.
- Добро јутро, водо – Књижевност, 1999.
- Руб – Источник, 1996.

### Књига огледа
- Ртањска светила – о поезији Миодрага Павловића – Просвета, Ниш, 1996.

## Преводи са руског језика

### Књиге поезије
- Јосиф Бродски, УРАНИЈА, Народна књига 1990.
- Јосиф Бродски, ИЗАБРАНЕ ПЕСМЕ (уз друге преводиоце, приредио Миливоје Јовановић) СКЗ, 1990.
- Марина Цветајева, ПЕСМЕ И ПОЕМЕ, (Први том изабраних песама, уз друге преводиоце, приредила Милица Николић), СКЗ и Народна књига, 1990.
- Марина Цветајева, ПРИЧА О СОЊЕЧКИ (стихове превела З.К., прозу Милица Николић), Дневник, Нови Сад, 2006.
- Марина Цветајева, ХВАЛА ВРЕМЕНУ (уз друге преводиоце) КОВ, Вршац, 1997.
- Александар Пушкин, БОРИС ГОДУНОВ (драма), Атеље 212, 1992.
- Фјодор Тјутчев, ПЕСМЕ, Време књиге, 1994.
- Велимир Хлебњиков, ОБИЈАЊЕ ВАСЕЉЕНЕ, Рад, 1998.
- Јелена Шварц, ДЕЛА И ДАНИ ЛАВИНИЈЕ, монахиње из реда обрезања срца, Друштво Источник, 1994.
- Сергеј Главјук, ПРОМАЈНИ КВАРТОВИ, Арка, Смедерево, 2005.
- Марина Цветајева, ИЗАБРАНЕ ПЕСМЕ, Орфеус, Нови Сад, 2011.

### Књиге прозе
- Иван Буњин, ТАВНИ ДРВОРЕДИ, Нолит, 1991; Верзал-прес, 2000.
- Михаил Булгаков, МАЈСТОР И МАРГАРИТА, Нолит, 1995, 1996. Верзал-прес 1998, 2000. Рад, 2003. Daily Press, 2003 (Подгорица), Новости, 2004.
- Валентин Распутин, ШТА ДА КАЖЕМ ВРАНИ, Нолит, 1996, Завод за уџбенике, 2006.
- Борис Акуњин, ТУРСКИ ГАМБИТ, Информатика, 2004; 2005.
- Петар Шашурин, ЗЛАТНО ДЕТИЊСТВО, Светигора, 2000.
- Константин Ушински, ЧЕТИРИ ЖЕЉЕ, Светигора, 2000.
- В.Маљагин, ПРВА ИСПОВЕСТ, Светигора, 2006.
- Михаил Толстој, ЖИВОТ И ЧУДА СВ. НИКОЛЕ, Светигора, 2000.
- Макарије Оптински, РЕЧНИК СПАСЕЊА (уз друге преводиоце)
- Василије Н. Волгин, СРЕБРНЕ БОГОТКАНЕ РЕЧИ, Дуга, Сремски Карловци, 2008.

## Преводи на руски језик

### Књиге поезије
- Деспот Стефан Лазаревич, СЛОВО ЛЮБВИ, Алдемо, Белград, 1997. (библиофилско издање)
- Миодраг Павлович, ГЛАЗ НЕ ОТРЫВАЯ ОТ ХРИСТА, Алдемо, Белград, 2000. (библиофиско издање)

### Монографија
- И. Слани – Д. Замурович, СЕРБИЯ, УЛУПУДС, 2002 (са Славицом Ђукић)

## Књиге о поезији Злате Коцић
- ПОЕЗИЈА ЗЛАТЕ КОЦИЋ – Библиотека Змајева награда, Матица српска, Нови Сад 2006.
- Славко Гордић, Замак душе
- Богдан А. Поповић, Исходи лествичне спознаје
- Милица Николић, Сферни говор цикличних збирки Злате Коцић
- Радивоје Микић, О светости света и живота
- Марко Паовица, Полифонијски призив избављења
- Вера Хорват, Златовез по рубу плавети
- Оливера Радуловић, Динамичне и звучне песничке слике
- Предраг Тодоровић, Обасјање до дна и успон
- Драган Хамовић, Силазак и узлазак
- Тематски блок Преображење посвећен поезији Злате Коцић – Повеља, Краљево, 3-2006.
- Миодраг Павловић, Верујмо лествама Злате Коцић
- Милосав Тешић, Духовне лествице Злате Коцић у вертикали од лазарица до двојице Лазара
- Драган Хамовић, У колу живе искони